# 締切電磁弁制御
締切電磁弁制御（しめきりでんじべんせいぎょ）とは、電空協調制御のひとつである。
電磁直通ブレーキにおける発電ブレーキ等の立ち上がり時および失効時における空気ブレーキとの切り替え時間を極小化する鍵となる制御である。ウェスティングハウス・エア・ブレーキ社(WABCO)により電磁直通ブレーキの電空協調制御の要となる制御部分として誕生した。なお締切電磁弁またはその類似システムは電気指令式ブレーキにおいても電気ブレーキの不動作・回生ブレーキの回生失効に備え装備されている。

## 動作
新性能電車以降の電車においては高速運転時のブレーキに発電ブレーキや回生ブレーキなどの電気ブレーキを優先して使用している。この際編成での減速力は、
（付随車での空気ブレーキ）+（電動車での電気ブレーキ）… a
と表せる。ただし電気ブレーキは立ち上がりが遅く不安定なため、はじめから上記のようなブレーキ配分をすると効きが悪くなり、衝動も大きくなる。このため、実際には電動車の空気ブレーキも使用し、電気側の動作開始時に締切電磁弁でカットすることで調整している。つまり、始めは
（付随車での空気ブレーキ…作動）+（電動車での電気ブレーキ未作動）+（電動車での空気ブレーキ…作動）… b
という状態でその後
（付随車での空気ブレーキ…作動）+（電動車での電気ブレーキ…作動）+（電動車での空気ブレーキ）…締切電磁弁でカット… c
として調整(a=c)している。なお、他の要因（回生失効等）で電気ブレーキが使えないときも、bの状態で減速する。
締切電磁弁が機能している状態においてもブレーキシリンダーには低圧の空気を送り、ブレーキシューを踏面またはディスクに弱く接触した状態を保持している。これにより電気ブレーキが使えなくなった場合の空気ブレーキへの切り替え時間を極小化している。